# Cordilura ontario
Cordilura ontario är en tvåvingeart som beskrevs av Charles Howard Curran 1929. Cordilura ontario ingår i släktet Cordilura och familjen kolvflugor. Inga underarter finns listade i Catalogue of Life.